# Marian Seyda

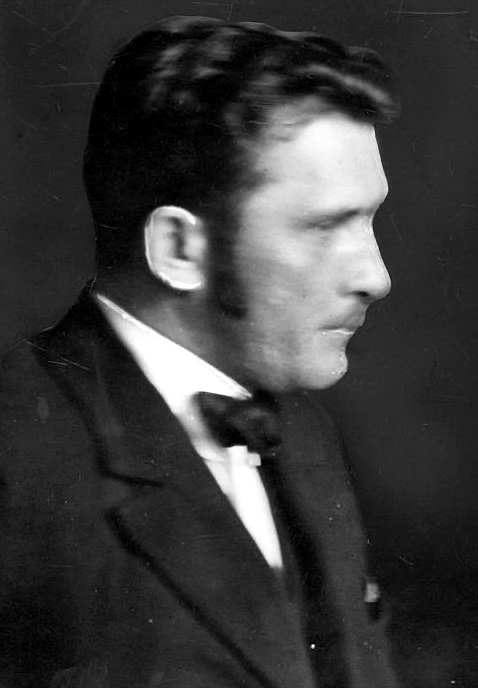
Marian Seyda, vor 1924

Marian Seyda (* 7. Juli 1879 in Posen; † 17. Mai 1967 in Buenos Aires) war ein polnischer Journalist und Politiker, Sejm-Abgeordneter, Senator und Außenminister der Zweiten Republik Polen.

## Leben
Seyda engagierte sich seit seiner Jugend politisch. 1917 gehörte er zu den Gründern des Komitet Narodowy Polski (Polnisches Nationalkomitee), ab 1919 war er Mitglied der Polnischen Verfassunggebenden Nationalversammlung und war dort stellvertretender Leiter des Ausschusses für auswärtige Angelegenheiten. 1922 wurde er als Sejmabgeordneter, 1928 als Senator gewählt. Zwischen dem 28. Mai 1923 und 27. Oktober 1923 hatte er das Amt des polnischen Außenministers inne.  Während des Zweiten Weltkrieges war er als Justizminister und dann Minister für Kongressangelegenheiten Mitglied der polnischen Exilregierung. Diese Position umfasste vor allem die Ausarbeitung polnischer Forderunge für Verhandlungen über die europäische Nachkriegsordnung. Nach dem Krieg blieb er im Exil.

## Weblink
- Biografie (polnisch)

| Personendaten    | Personendaten                       |
| ---------------- | ----------------------------------- |
| NAME             | Seyda, Marian                       |
| KURZBESCHREIBUNG | polnischer Journalist und Politiker |
| GEBURTSDATUM     | 7. Juli 1879                        |
| GEBURTSORT       | Posen                               |
| STERBEDATUM      | 17. Mai 1967                        |
| STERBEORT        | Buenos Aires                        |